# 大垣市アーチェリー場
大垣市アーチェリー場（おおがきしアーチェリーじょう）は、岐阜県大垣市福田町にあるアーチェリー場

## 概要
- 大垣市体育施設の一つである[1]。1990年（平成2年）3月26日完成[2]。
- 指定管理者制度が導入されており、公益財団法人大垣市体育連盟が管理運営する[3]。
- 施設整備等により冬期（12月から2月）は利用できない。また、杭瀬川の河川敷にあるため、利用可能期間でも河川増水等により利用できない場合がある。
- 敷地面積は7,283m2[4]。

## 施設概要
- アーチェリー場
  - 幅50m、長さ120m、面積6,000m2[2]。
  - 的台は28台、25人立（50人立も可能）。
  - 男子競技の90m・70m・50m・30m、女子競技の70m・60m・50m・30mに対応可能。
  - 信号機付き（コントローラー）放送設備、自動得点集計設備が設置されている。
- 管理棟
  - 鉄骨造の建物であり、延床面積は183.87m2[5]

## 住所
- 岐阜県大垣市福田町488番地

## 利用案内
- 利用時間：9:00 - 17:00
- 利用期間：3月1日 - 11月30日
- 申込先：大垣市体育連盟
- 駐車場：約40台

## 交通アクセス

### 公共交通機関
- 名阪近鉄バス荒尾線「福田町」バス停下車徒歩約8分。
- 養老鉄道養老線北大垣駅下車徒歩約15分。